# Boz Scaggs & Band
| Recensione                        | Giudizio |
| --------------------------------- | -------- |
| AllMusic                          | [ 1 ]    |
| Robert Christgau                  | B+       |
| The New Rolling Stone Album Guide | [ 3 ]    |

Boz Scaggs & Band è il quarto album discografico di Boz Scaggs, pubblicato dalla casa discografica Columbia Records nel dicembre del 1971.
L'album si classificò al centonovantottesimo posto della Chart The Billboard 200.

## Tracce
Lato A
1. Monkey Time – 3:00 (William Royce Scaggs, Clive Arrowsmith)
2. Runnin' Blue – 2:54 (William Royce Scaggs, Pat O'Hara)
3. Up to You – 3:36 (William Royce Scaggs, Clive Arrowsmith)
4. Love Anyway – 3:26 (William Royce Scaggs)
5. Flames of Love – 4:32 (William Royce Scaggs, Clive Arrowsmith)

Lato B
1. Here to Stay – 2:35 (William Royce Scaggs)
2. Nothing Will Take Your Place – 3:44 (William Royce Scaggs)
3. Why Why – 5:32 (William Royce Scaggs, Tim Davis)
4. You're so Good – 4:09 (William Royce Scaggs)

## Musicisti
- Boz Scaggs - chitarra, voce
- Doug Simril - chitarra, pianoforte
- Jymm Joachim Young - organo, pianoforte, vibrafono
- David Brown - basso
- George Rains - batteria, percussioni
- Patrick O'Hara - trombone
- Mel Martin - sassofono tenore, sassofono alto, sassofono baritono, flauto
- Tom Poole - tromba, flicorno

Musicisti aggiunti
- Chepito Areas - timbales, congas (brano: Flames of Love)
- Mike Carrabello - timbales, congas (brano: Flames of Love)
- Dorothy Morrison - accompagnamento vocale - cori (brano: Flames of Love)
- Rita Coolidge Ensemble - accompagnamento vocale - cori (brano: Flames of Love)
- Lee Charleton - saw, armonica (brano: Here to Stay)

Note aggiuntive
- Glyn Johns - produttore
- Boz Scaggs - produttore (solo brani: Here to Stay e Nothing Will Take Your Place)
- Registrazioni effettuate al Olympic Sound Studios di Londra, eccetto Love Anyway registrato al CBS Studios di New York e Here to Stay registrato al CBS Studios di San Francisco
- Glyn Johns - ingegnere del suono (Olympic Sound Studios)
- Tim Geelan - ingegnere del suono (CBS Studios di New York)
- Roy Segal - ingegnere del suono (CBS Studios di San Francisco)
- Mixaggi effettuati da Glyn Johns, eccetto i brani: Here to Stay e Nothing Will Take Your Place effettuati da Roy Segal
- Clive Arrowsmith - fotografie[6]